# Людково
Людково (пол. Ludkowo, нім. Leuten) — село в Польщі, у гміні Пакосць Іновроцлавського повіту Куявсько-Поморського воєводства.
Населення — 199 осіб (2011).
У 1975-1998 роках село належало до Бидгощського воєводства.

## Демографія
Демографічна структура станом на 31 березня 2011 року:
|          | Загалом | Допрацездатний вік | Працездатний вік | Постпрацездатний вік |
| -------- | ------- | ------------------ | ---------------- | -------------------- |
| Чоловіки | 95      | 23                 | 63               | 9                    |
| Жінки    | 104     | 22                 | 65               | 17                   |
| Разом    | 199     | 45                 | 128              | 26                   |